# Naissance en 1310
Naissance
- 1306
- 1307
- 1308
- 1309
- 1310
- 1311
- 1312
- 1313
- 1314

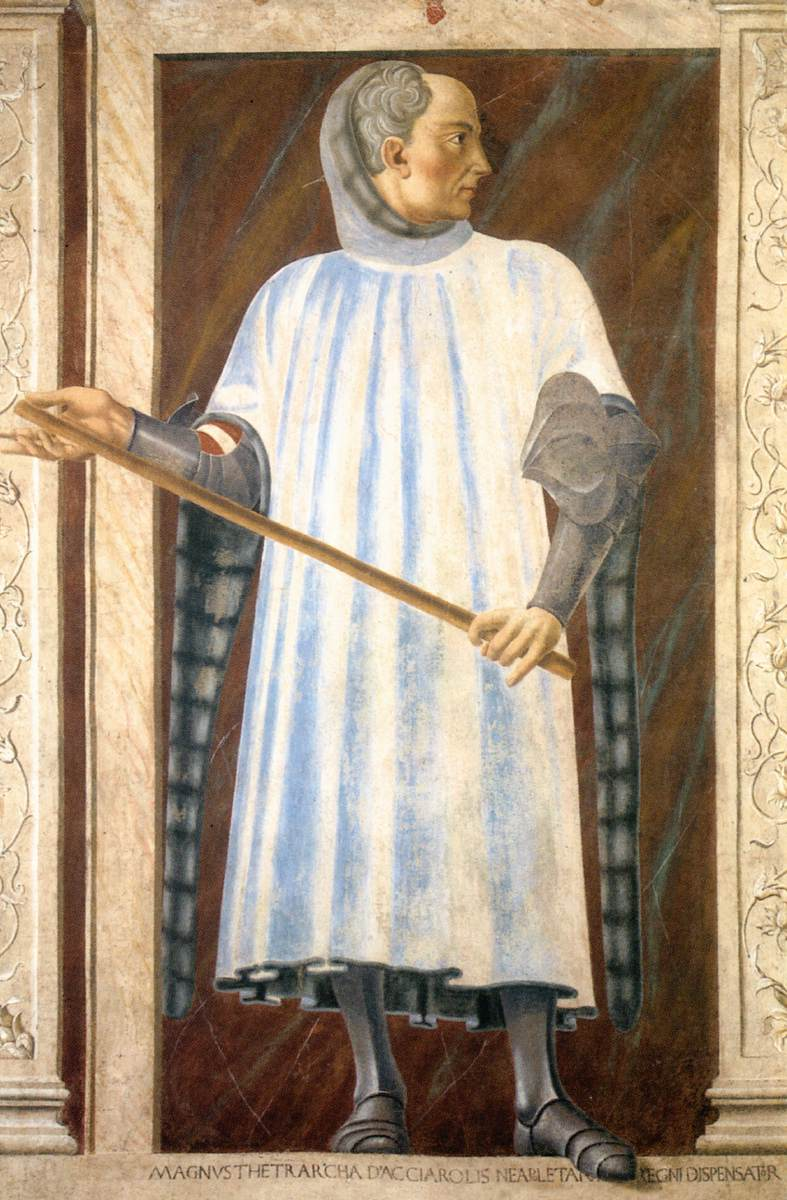
Niccolò Acciaiuoli, né en 1310.

Cette page dresse une liste de personnalités nées au cours de l'année 1310  :
- 12 septembre[1] : Niccolò Acciaiuoli, Grand sénéchal de Naples.
- 4 novembre : Song Lian, peintre chinois.
- Gil Álvarez Carrillo de Albornoz, cardinal espagnol.
- Salaün ar Foll, saint breton.
- Léon V d'Arménie, roi d'Arménie.
- Jean IV de Beaumanoir, maréchal de Bretagne.
- Simon de Brassano, cardinal italien.
- Roger-Bernard III de Foix-Castelbon, vicomte de Castelbon.
- Leonor de Guzmán  y Ponce de León, maîtresse du roi Alphonse XI.
- Frédéric II de Misnie, landgrave de Thuringe.
- Laure de Sade, noble provençale.
- Jeanne de Savoie, duchesse consort de Bretagne.
- Andronic III de Trébizonde, empereur de Trébizonde.
- Henri IV de Vaudémont, comte de Vaudémont.
- Takatsukasa Morohira, régent kampaku (Japon)
- Takanaga,  Seitō Shōgun (commandant en chef de la défense de l'est) (Japon).
- Guillaume Tirel, 1er queux de Charles V et 1er écuyer de Charles VI.
- Preczlaw von Pogarell, prince-évêque de Wrocław.
- Urbain V, sixième pape à Avignon.

date incertaine (vers 1310)
- Henri Bohic, jurisconsulte, décrétaliste et canoniste.
- John Dumbleton, logicien et philosophe de la nature anglais.
- Jeanne d'Évreux, reine de France et de Navarre.
- Winrich von Kniprode, 22e grand maître de l'ordre Teutonique.